# Peter Balling
Peter Balling Christensen (* 5. April 1990 in Skive) ist ein dänischer Handballspieler. Der 1,88 m große rechte Rückraumspieler spielt seit 2022 für den dänischen Erstligisten Bjerringbro-Silkeborg. Sein älterer Bruder Morten spielt ebenfalls professionell Handball.

## Karriere

### Verein
Peter Balling spielte von 2008 bis 2011 für Mors-Thy Håndbold in der ersten dänischen Liga, der Håndboldligaen. Anschließend lief er weitere drei Jahre für den Ligakonkurrenten Skanderborg Håndbold auf. Mit dem Team Tvis Holstebro gewann er in der Saison 2015/16 den Grunddurchgang der Liga und unterlag erst im Finale der Play-off-Runde Bjerringbro-Silkeborg. Im Jahr 2018 gewann er den dänischen Supercup. Mit TTH nahm er auch mehrfach am EHF-Pokal und einmal an der EHF Champions League teil. Ab der Saison 2020/21 stand der Rückraumspieler bei KIF Kolding unter Vertrag. Zur Saison 2022/23 wechselte er zu Bjerringbro-Silkeborg.

### Nationalmannschaft

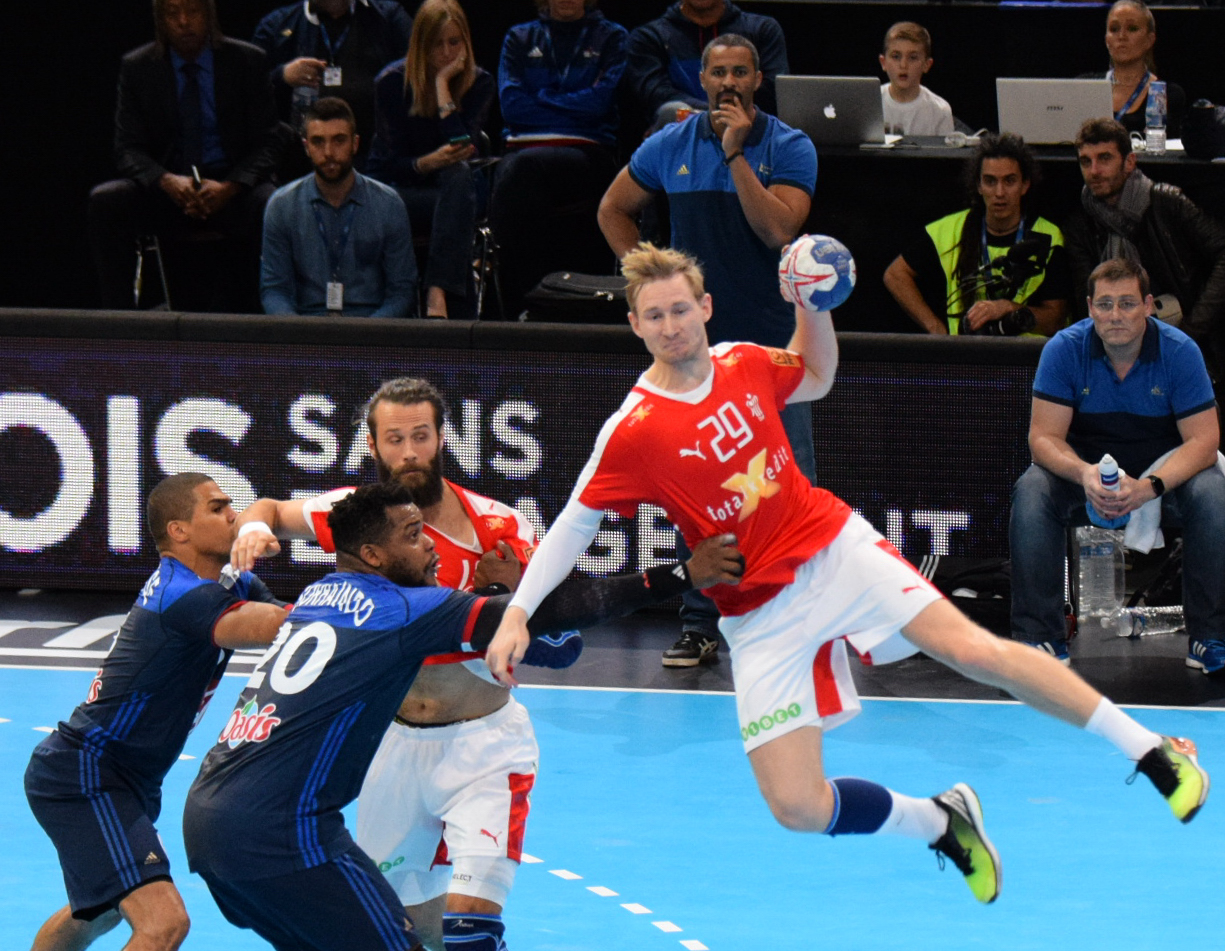
Peter Balling im Trikot der dänischen Nationalmannschaft (2016)

In der dänischen A-Nationalmannschaft debütierte Balling am 20. Mai 2015 beim 26:23-Sieg in Krakau gegen Polen. Bei der Europameisterschaft 2016 belegte er mit Dänemark den sechsten Rang und bei der Europameisterschaft 2018 den vierten Platz.
Bisher bestritt er 26 Länderspiele, in denen er 47 Tore erzielte.